# QIP PDA Symbian
QIP PDA Symbian (раньше stICQ) — бесплатное (до 2006 года — условно-бесплатное) мультипротокольное (с 2009 года) приложение для смартфонов на платформе Series 60 (операционная система Symbian), позволяющее обмениваться мгновенными сообщениями по протоколам ICQ, Jabber, Mail.ru Агент.
Приложение поддерживает все основные функции IM-клиента: работа с контакт-листом, изменения статуса, приватного статуса, статус-картинки, оповещение о новых сообщениях звуком и вибрацией, поиск новых контактов, просмотр информации о контакте, возможность сохранения истории.
QIP PDA Symbian был создан в 2006 году с использованием исходного кода stICQ, безвозмездно предоставленного Сергеем Талдыкиным. 

## Системные требования
Для работы программы необходима платформа Series 60 с операционной системой Symbian 6/7/8/9.

## История программы
История QIP PDA начинается с программы stICQ, разработчиком которой являлся Сергей Талдыкин. После выхода версии 1.0 stICQ более не обновлялась (за исключением неофициальных релизов, содержащих обновленный интерфейс и выдаваемых за версию 1.10).В конце декабря 2006 года исходные коды программы безвозмездно переданы проекту QIP, а 12 апреля 2007 года была выпущена первая версия QIP PDA Symbian. По словам автора, «за два года моего отсутствия произошли удивительные события: программа живёт как будто своей жизнью. За меня решены некоторые проблемы (пусть и косвенно), найдены решения, о которых я и сам не подозревал в период работы над программой. Появились новые версии, и это тоже приятно».

## Версии для других ОС
QIP PDA — проект, объединяющий в себе мобильные мессенджеры для смартфонов на базе Windows Mobile, Symbian, Apple iOS и Android.
Программа для Windows Mobile была выпущена в 2005 году, для платформы Symbian — в 2006 году, для платформы iOS — в 2010 году.
QIP PDA WM поддерживает Windows Mobile 2003 / Windows Mobile 2003 Smartphone Edition, Windows Mobile 5 / Smartphone Edition, QIP PDA Symbian работает на Symbian 6, 7, 8, 9 (релизы 2000 и выше — только для v.9).
Обе программы QIP PDA распространяются бесплатно.